# Павлов, Фёдор Константинович
 Фёдор Константинович Павлов  (5 апреля 1881 — 17 июня 1937) — учитель, эсер, член Всероссийского учредительного собрания и Комуча.

## Биография
Родился в семье рабочего-табачника. Выпускник фельдшерской школы. По преположению историка В. А. Коростелёва, благодаря полученному образованию проработал "в психиатрической больнице в Тамбовской губернии несколько лет". В 1903 году экстерном окончил Тамбовскую гимназию.  После чего поступил и окончил историко-филологический факультет Московского университета.
В Тамбове увлекся марксизмом и стал участвовать в революционном движении, втупил в партию эсеров. Служил преподавателем в средних учебных заведениях Рязани, к 1917 году преподаватель (по другим сведениям инспектор) в Рязанском реальном училище.
7 марта 1917 года Временное правительство назначило Рязанским губернским комиссаром председателя Рязанской уездной земской управы кадета Л. И. Кученева. Однако проходивший 8-12 апреля Рязанский губернский съезд общественных организаций не признал это назначения. Только 20 мая 1917 года правительство уступило, утвердив выдвинутого съездом одного из руководителей рязанских эсеров Ф. К. Павлова.
8-12 апреля 1917 съезд Рязанский съезд представителей общественных организаций избрал Павлова председателем губернского исполкома Комитета общественных организаций, его заместителем избран прапорщик 78-го запасного пехотного полка Н. В. Говоров.
Комиссару Ф. К. Павлову выпало управлять Рязанской губернией в тяжёлое время. 30 сентября 1917 Павлов писал министру внутренних дел:
Положение Рязанской губернии за последние дни тяжелое и угрожающее. Ряжский, Раненбургский, Сапожковский и Рязанский уезды захвачены погромным движением. Проявить твердую власть нет возможности, т. к. наш 81-й запасной полк на митинге постановил не давать солдат в уезды для водворения порядка, потребовать поезда для отправления на родину и просить Керенского закончить войну. Везде неспокойно. При создавшемся положении, когда я бессилен должным образом отвечать на запросы об охране личных имущественных прав населения, когда я утрачиваю возможность действовать в полном единении со всеми местными общественными организациями и В силу всего этого лишаюсь возможности проявить наибольшую энергию и настойчивость в деле охранения законного порядка, противодействовать решительным мерам захвата власти... - лишен, потому что сила убеждения исчерпана. А организация силы принуждения встречает порой непреодолимые препятствия. При гаком положении дел я не считаю себя вправе оставаться на занимаемой должности и нести на себе тяжелую ответственность за вверенную мне губернию.
На чрезвычайном заседании Рязанской городской думы 28 октября 1917 года Павлов дал такую характеристику большевикам:
Партия большевиков вновь путем вооруженного восстания срывает государственную работу в центре и на местах.

Что такое большевизм? Это немецкое веяние, политическое шарлатанство, политическое недомыслие, политическая истерия. Это величайшее зло, болезнь, яд, глубоко внедрившийся в нашу жизнь, и наш грех, что мы недостаточно боролись с ним. Народ впервые живет в политической свободе, мы свободно проявили политическую волю, и поэтому недостаточно боролись и в этом наш грех. Легко завоевав свободу, мы не умеем окопаться на этих завоеваниях. Большевики... являются захватчиками власти, приверженцами марксизма и я зову вас, граждане, гласные Думы и земства и вас всех, граждане, к открытой беспощадной борьбе с большевизмом.
Тогда же 28 октября 1917 года солдатские комитеты 208-го пехотного запасного полка Рязанского гарнизона поддержали призыв Военно-революционного комитета "встать на защиту Октябрьской социалистической революции". Ф. К. Павлов, как губернский комиссар Временного правительства, противостоял этой инициативе и был готов бороться с нею всеми находящимися в его распоряжении средствами. Но к концу ноября был избран новый начальник гарнизона, и Павлов был лишён своей должности.
В конце 1917 года избран во Всероссийское учредительное собрание от Рязанского избирательного округа по списку № 3 (эсеры и Совет Крестьянских Депутатов). Накануне открытия принял участие в частном совещании членов Учредительного собрания в Таврическом дворце.  Член бюро эсеровской фракции в Учредительном Собрании. Участвовал в его единственном заседании 5 января 1918 года в Петрограде.
В мае 1918 года Делегат VIII Совета Партии социалистов-революционеров.
18 сентября 1918 года вошёл в состав Комуча, участник Уфимского совещания. После  Омского  переворота  в  связи  с  резолюцией  Центрального  комитета  партии эсеров  о  необходимости борьбы с  реакцией (так называемой "Черновской грамоты") подписал  заявление  12  эсеров, членов  Учредительного  собрания,  о  неподчинении  ЦК своей партии, кроме Ф. К. Павлова в число подписавших входили: В. Е. Павлов,  Е. Е. Лазарев,  Д. С. Розенблюм,  С. М. Лотошников,  В. В. Подвицкий,  М. Н. Кутузов,  М. С. Фокеев,  С. А. Володин,  Н. П. Огановский  и  В. А. Алексеевский
Тем не менее был подвергнут аресту колчаковцами, но сумел бежать, детали ареста и побега неизвестны.

В своей работе «"Черновская грамота" и Уфимская директория» В. М. Чернов саркастически отзывается о своих критиках справа из числа социалистов-революционеров:
Впрочем, большая половина этих протестантов очень быстро через голову и "промежуточников" и левых пошла в Каноссу к большевикам. <...> Кутузов и Павлов-Рязанский были амнистированы, заплатив за это рядом публичных покаянных выступлений...
 Речь идёт о том, что  Ф. К. Павлов публично отказывался от политической борьбы.
Преподавал в Рязанском педагогическом институте, затем был учителем в Москве. К концу 1936 года преподавал историю в 7-й образцовой школе Ленинского района города Москвы.
При советской власти неоднократно был  арестован, известны детали последнего ареста.
21 ноября 1936 года арестован по обвинению в участии в "антисоветской повстанческой террористической организации". Кроме него по тому же делу проходили В. А. Алексеевский и Ф. Д. Чернышев. 17 июня 1937 года Военной коллегией Верховного суда (ВКВС) СССР все трое приговорены к расстрелу. Прах захоронен на территории Донского крематория в могиле для не востребованных прахов.
6 октября 1956 года реабилитирован ВКВС СССР.

## Адреса
- 1936 — Москва, Колпачный пер., д. 4, кв. 2.[13];

### Рекомендуемые источники
- Акульшин П. В. Комиссар Временного правительства в Рязанской губернии Ф. К. Павлов. //  	Материалы и исследования по рязанскому краеведению. Т. 8:	Рязань: 2005 С. 63 - 68.

## Комментарии
1. ↑  Сословная принадлежность в разных источниках определяется по-разному, либо "из мещан"[1], либо "из крестьян"[2].
2. ↑  Так в источнике "заявление 12 эсеров", но перечислено только 11[10], В. М. Чернов считает, открытое письмо против резолюции ЦК ПСР подписали 10 человек, менее четверти присуствовавших[11]. В процитированном источнике[10] ряд фамилий приведён без инициалов, при этом Кутузов и Архангельский не трактуются однозначно, так как в Учредительное собрание было избрано по два депутата с такими фамилиями. То, что речь идёт о М. Н. Кутузове, а не депутате от Смоленского округа Г. Ф. Кутузове, и В. А. Алексеевском, а не депутате от Приамурского округа А. Н. Алексеевском следует из работы В. М. Чернова  «"Черновская грамота" и Уфимская директория»[11].
3. ↑  "пошла в Каноссу", то есть согласилась на унизительную капитуляцию. Происходит от названия  замка в Северной Италии, где был в январе 1077 года отлучен от церкви и низложен император Священной Римской империи Генрих IV, после чего он униженно просил его простить Папу Римского Григория VII.
4. ↑  Публикаторы ошибочно толкуют эту персону , как В. Е. Павлова[12], хотя он не имел никакого отношения к Рязани, а был делегатом УС от Московской губернии. Очевидно, что речь идёт об Ф. К. Павлове.